# M197
Az M197 egy amerikai 20 milliméteres Gatling-rendszerű gépágyú, amelyet elsősorban helikopterek fegyverzeteként alkalmaznak. A 20×102 mm lőszert tüzelő fegyver lényegében az ismertebb M61 Vulcan gépágyú könnyített háromcsövű változata: tömege mindössze 60 kg. A fegyver elektromos meghajtású és tűzsebessége percenkénti 750-1500 lövés között állítható.  
Páncélozatlan és könnyen páncélozott célok, illetve élőerő ellen hatásos, legfeljebb 1500 méteres távolságig. A fegyver 6-20 milliméter közötti homogén acélpáncélzat (RHA) átütésére képes a lőtávolság és lőszertípus függvényében.  

Az M197 az amerikai AH–1 és a AW129 / T129 harci helikopterek beépített tűzfegyvere. Más földi és légi alkalmazás mellett a még fejlesztés alatt álló AW249-es harci helikopter gépágyúja is az M197-es egy változata lesz várhatóan.  

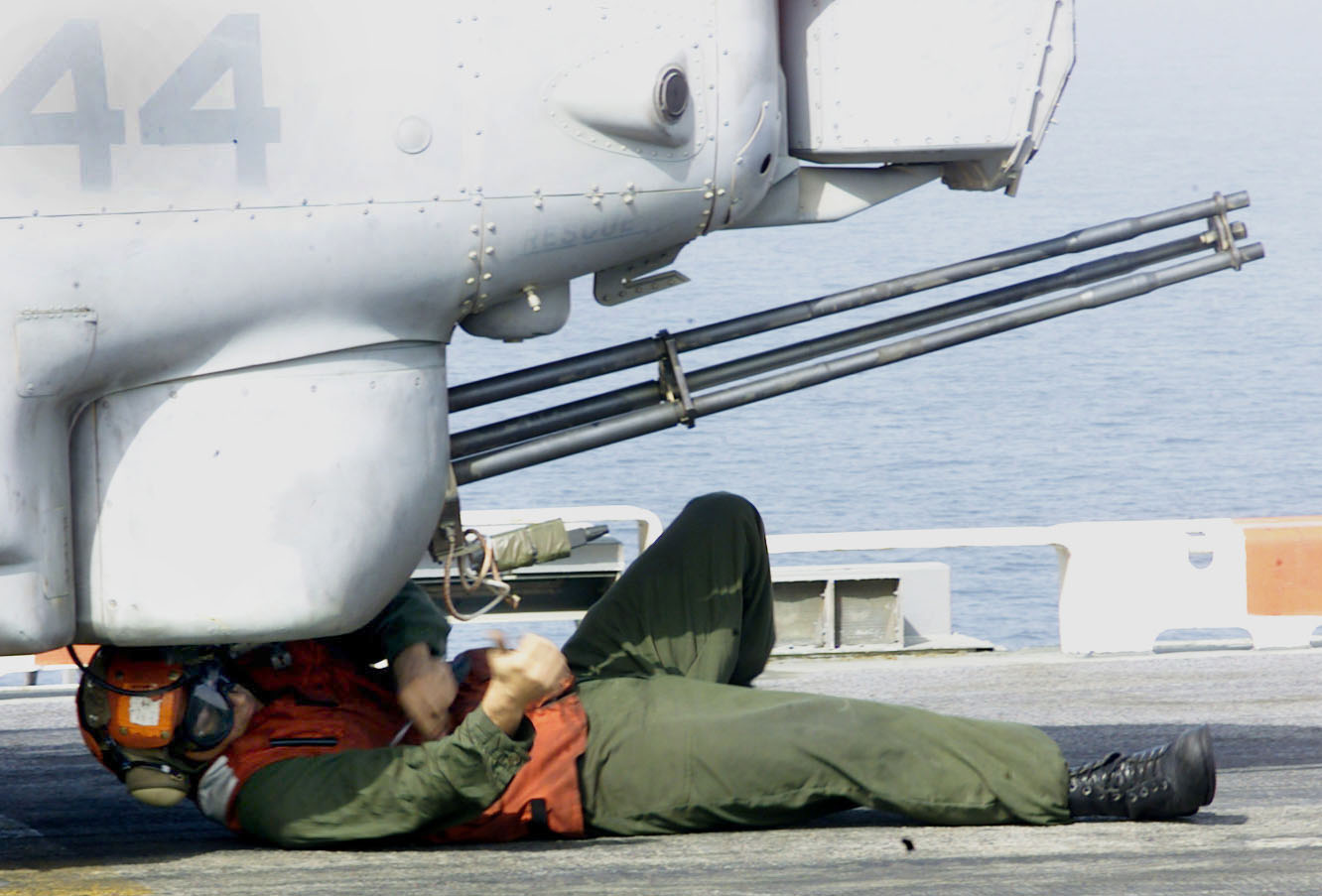
M197-es egy AH–1W orrában
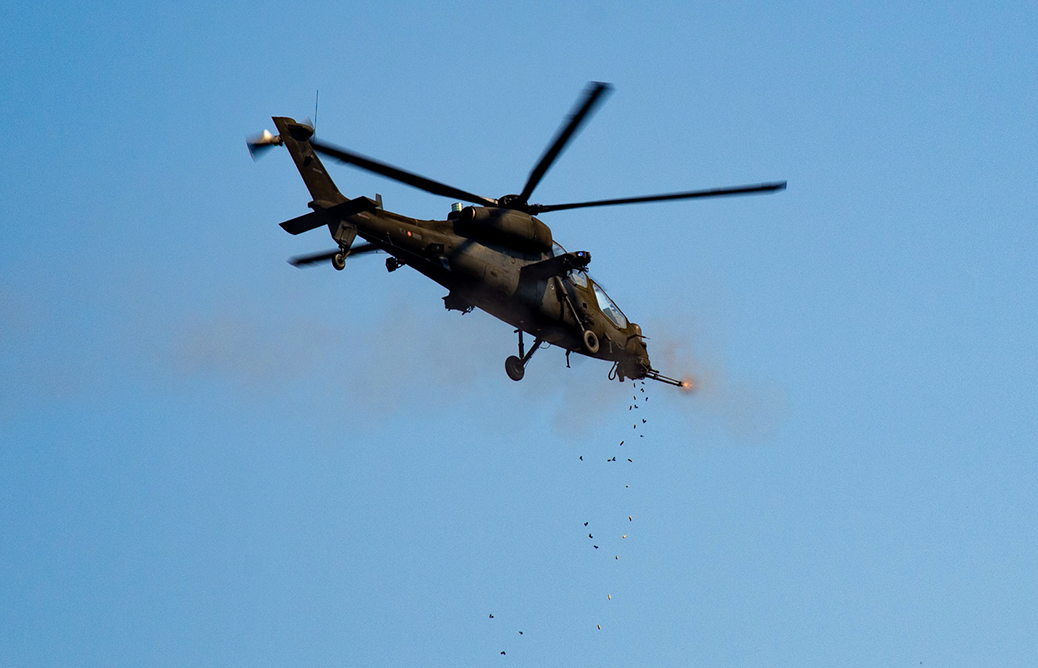
AW129 gépágyúval tüzel
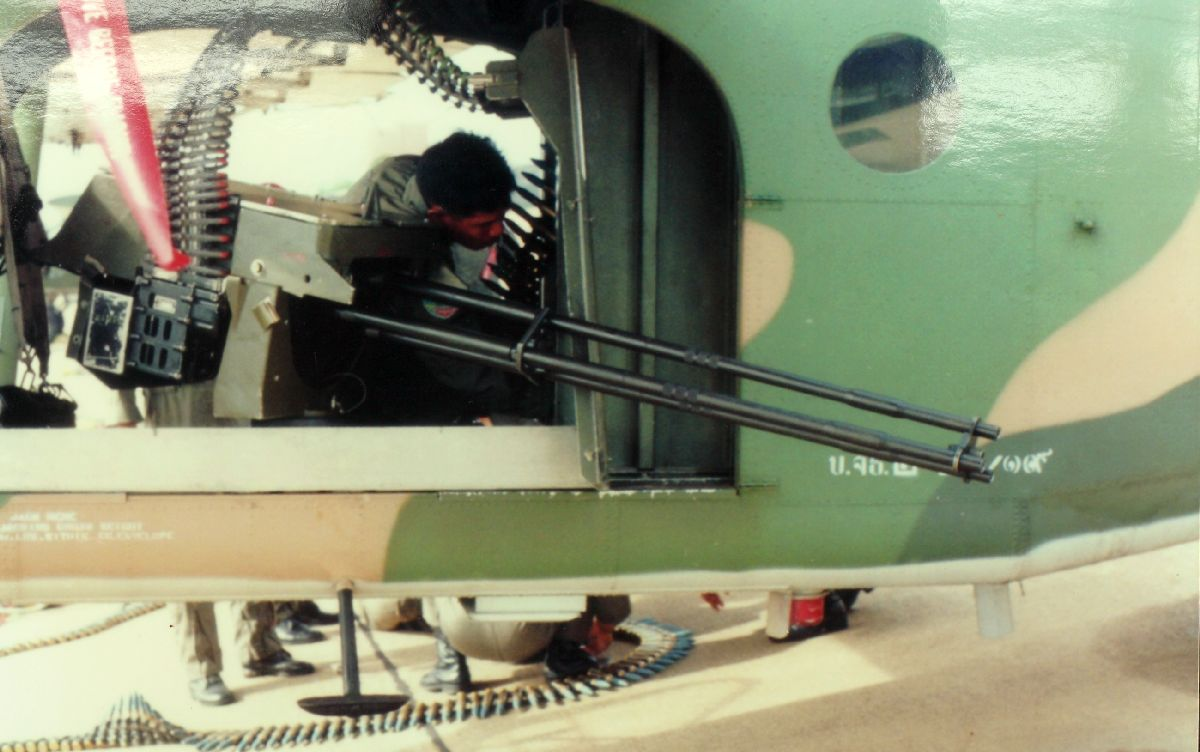
UA–23A repülőgép ajtajában elhelyezve
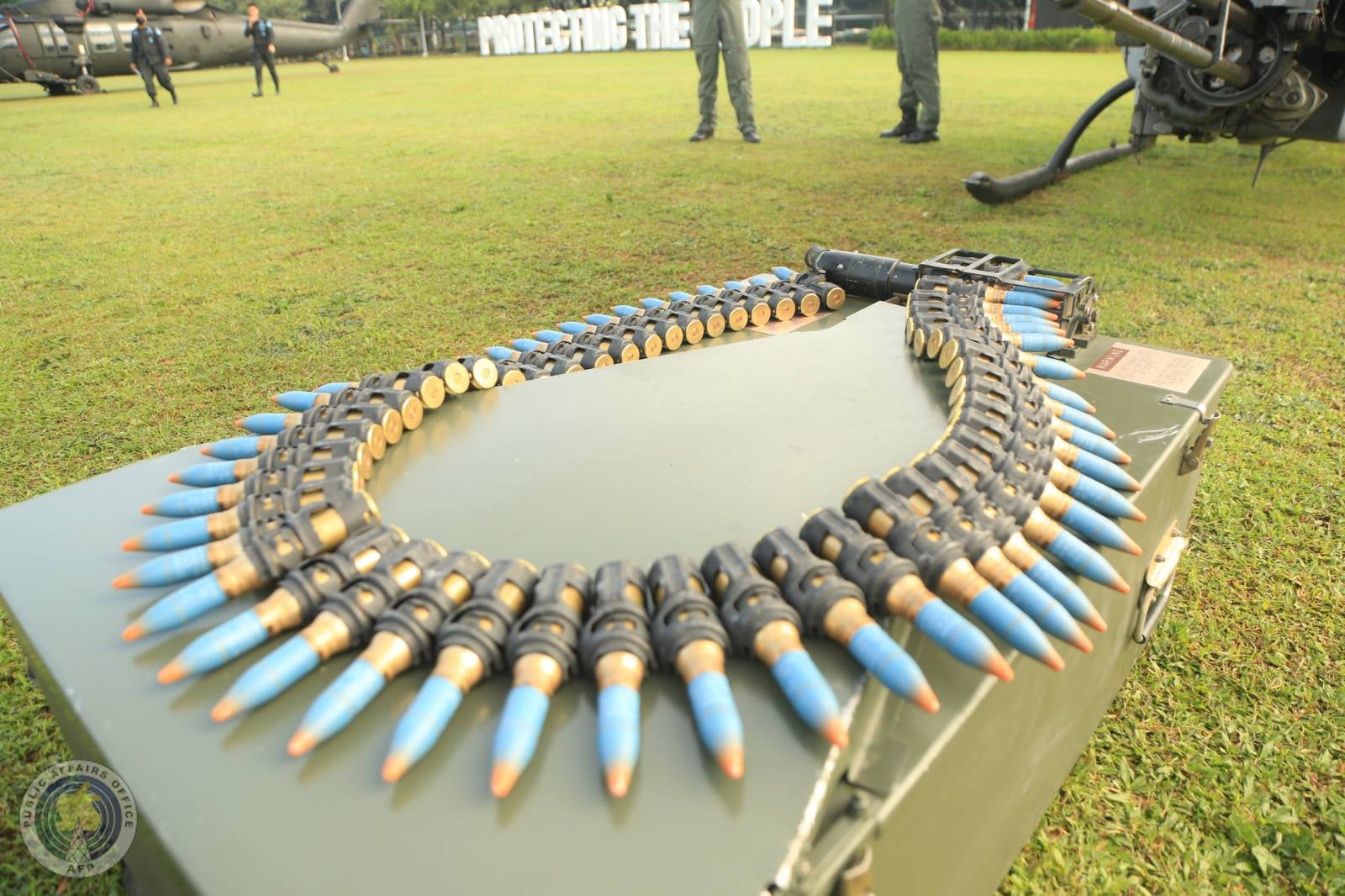
20×102 mm-es lőszerek
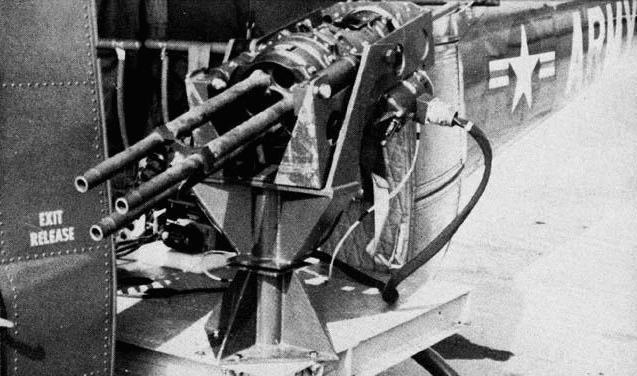
A gépágyú egy UH–1B helikopteren Vietnámban